# Paul Claudon
Pour les articles homonymes, voir Claudon (homonymie).
Paul Claudon, né le 5 septembre 1919 à Pont-à-Mousson et mort le 5 juillet 2002 à Paris 16e, est un producteur français de cinéma. Il permet à de nombreux réalisateurs comme Bertrand Blier, Jean L'Hôte, Pierre Jolivet ou Pierre Étaix de se révéler à un large public.

## Biographie
Originaire de Lorraine, Paul Claudon, licencié en droit, est ancien élève de la première promotion de l'IDHEC. Ses études terminées, il devient administrateur dans le cinéma puis directeur de production. En 1947, il fonde la société « CAPAC » (Comptoir artistique de production et d'administration cinématographique) dans une période où le comique et la poésie de Jacques Tati fascinent les jeunes réalisateurs. Il produit Pierre Étaix (le Soupirant en 1963 ; Yoyo en 1965 ; le Grand Amour en 1969) et Jean L'Hôte (La Communale en 1965). Il rencontre le succès avec la production de deux films d'importance réalisés par Bertrand Blier : Les Valseuses en 1974 et Préparez vos mouchoirs en 1978. Au début des années 1980, il fournit à Francis Perrin l'occasion de créer un personnage à la fois beau, naïf et nigaud au travers de trois films (Le Roi des cons, Tête à claques, Le Joli cœur). Le dernier film qu'il coproduit est Se souvenir des belles choses de Zabou Breitman.
Respecté par la profession, il est membre du jury du festival international du film de Berlin 1971 et du festival de Cannes 1979.

## Filmographie sélective

### Producteur de cinéma
- 1947 : Rumeurs de Jacques Daroy
- 1952 : Les femmes sont des anges de Marcel Aboulker
- 1953 : Capitaine Pantoufle de Guy Lefranc
- 1959 : Sans tambour ni trompette de Helmut Käutner
- 1963 : Le Soupirant de Pierre Étaix
- 1965 : La Communale de Jean L'Hôte
- 1965 : Yoyo de Pierre Étaix
- 1966 : Tant qu'on a la santé de Pierre Étaix
- 1968 : Pour un amour lointain de Edmond Séchan
- 1969 : Le Grand Amour de Pierre Étaix
- 1971 : L'Alliance de Christian de Chalonge
- 1973 : Ras le bol de Michel Huisman
- 1973 : La Tour du désespoir (Sepolta viva) d'Aldo Lado
- 1974 : Les Valseuses de Bertrand Blier
- 1974 : Les borgnes sont rois de Michel Leroy et Edmond Séchan (court-métrage)
- 1976 : Les Grands Moyens de Hubert Cornfield
- 1978 : Préparez vos mouchoirs de Bertrand Blier
- 1981 : Le Roi des cons de Claude Confortes
- 1982 : Tête à claques de Francis Perrin
- 1983 : La Scarlatine de Gabriel Aghion
- 1984 : Le Joli Cœur de Francis Perrin
- 1986 : Le Complexe du kangourou de Pierre Jolivet
- 1987 : Le Moustachu de Dominique Chaussois
- 1989 : Force majeure de Pierre Jolivet
- 1990 : Feu sur le candidat de Agnès Delarive
- 1991 : Simple mortel de Pierre Jolivet
- 1992 : Tableau d'honneur de Charles Nemes
- 1993 : Coup de jeune de Xavier Gélin
- 1994 : Elles n'oublient jamais de Christopher Frank
- 1998 : Ça reste entre nous de Martin Lamotte
- 2001 : Les Jolies Choses de Gilles Paquet-Brenner
- 2002 : Se souvenir des belles choses de Zabou Breitman

### Acteur
- 1984 : Le Jumeau d'Yves Robert
- 1986 : L'Été 36 d'Yves Robert